# Kokaetilen
Kokaetilen, vrsta psihoaktivne droge. Može nastati u ljudskom tijelu nakon konzumiranja kokaina. U jetrima se brzo hidrolizira jetrenom karboksiesterazom u inaktivne metabolite ekgonin metil ester i benzoilekgonin. Karboksiesteraza u prisustvu alkohola katalizira transesterifikaciju kokaina (ekgonin metil ester) u kokaetilen (benzoilekgonin etil ester). Ispitivanjima na laboratorijskim životinjama pokazalo se da je kokaetilen jednake stimulacijske aktivnosti središnjeg živčanog sustava. Kokaetilen povećava kardiotoksičnost te izaziva veću smrtnost. Većoj toksičnosti pridonosi i znatno dužim poluvremenom eliminacije od kokaina, od 2,5 do 6 sati.